# Mistrzostwa Strefy Pacyfiku w Curlingu 1993
Mistrzostwa Strefy Pacyfiku w Curlingu 1993 – turniej, który odbył się w listopadzie 1993 w australijskiej Adelajdzie. Mistrzami Strefy Pacyfiku zostali Australijczycy, a mistrzyniami Japonki.
Był to trzeci w historii turniej o mistrzostwo strefy Pacyfiku w curlingu. Po raz pierwszy zawody gościła Australia.

## System rozgrywek
Round Robin rozegrany został w systemie kołowym (każdy z każdym). Pomiędzy każdymi reprezentacjami rozegrano po dwa mecze. W turnieju mężczyzn rozegrano play-offy. W półfinale zmierzyły się 2 drużyna po Round Robin z 3 drużyną. Zwycięzca meczu zagrał w finale z 1 zespołem po Round Robin. Dla turnieju kobiet brak jest danych o rozegraniu play-offów.

## Kobiety

### Reprezentacje
| Państwo       | Czwarta        | Trzecia            | Druga           | Otwierająca     | Rezerwowa       |
| ------------- | -------------- | ------------------ | --------------- | --------------- | --------------- |
| Australia     | Lynn Hewitt    | Christine Traquair | Ellen Weir      | Lyn Greenwood   | Audrey Bedford  |
| Japonia       | Mayumi Seguchi | Hidemi Itai        | Akemi Niwa      | Miyuki Nonomura | Mami Hishioka   |
| Nowa Zelandia | Helen Greer    | Norma Francis      | Christine Diack | Patsy Inder     | Raewan McMillan |

pogrubieniem oznaczono skipów.

### Klasyfikacja końcowa
|  | Mistrzynie Strefy Pacyfiku     |
|  | Wicemistrzynie Strefy Pacyfiku |
|  | 3 miejsce                      |

| # | Państwo       | Skip           |
| - | ------------- | -------------- |
| 1 | Japonia       | Mayumi Seguchi |
| 2 | Australia     | Lynn Hewitt    |
| 3 | Nowa Zelandia | Helen Greer    |

UWAGA: W bazie Światowej Federacji Curlingu brak jest wyników wszystkich meczów turnieju kobiet.

## Mężczyźni

### Reprezentacje
| Państwo       | Czwarty       | Trzeci           | Drugi            | Otwierający      | Rezerwowy        |
| ------------- | ------------- | ---------------- | ---------------- | ---------------- | ---------------- |
| Australia     | Hugh Millikin | Tom Kidd         | Gerald Chick     | Steve Hewitt     | Brian Johnson    |
| Japonia       | Hirofumi Kudo | Akihiro Yabunaka | Hidekazu Yotsuji | Hisaaki Nakamine | Kazuhito Houmura |
| Nowa Zelandia | Peter Becker  | Barry Brown      | John Campbell    | Ross A. Stevens  | -                |

pogrubieniem oznaczono skipów.

### Round Robin
| # | Państwo       | W | P |
| - | ------------- | - | - |
| 1 | Australia     | 4 | 0 |
| 2 | Japonia       | 1 | 3 |
| 3 | Nowa Zelandia | 1 | 3 |

### Play-off
Półfinał:  Japonia -  Nowa Zelandia 8:3

Finał:  Australia -  Japonia 9:5

### Klasyfikacja końcowa
|  | Mistrzowie Strefy Pacyfiku     |
|  | Wicemistrzowie Strefy Pacyfiku |
|  | 3 miejsce                      |

| # | Państwo       | Skip          |
| - | ------------- | ------------- |
| 1 | Australia     | Hugh Millikin |
| 2 | Japonia       | Hirofumi Kudo |
| 3 | Nowa Zelandia | Peter Becker  |